# Мартін Реймарк
Мартін Ніколай Реймарк (норв. Martin Nikolai Røymark; 10 листопада 1986, м. Осло, Норвегія) — норвезький хокеїст, лівий/правий нападник. Виступає за «Фер'єстад» (Карлстад) у Шведській хокейній лізі.
Вихованець хокейної школи «Маглеруд Стар». Виступав за «Маглеруд Стар», «Спарта» (Сарпсборг), «Фрелунда» (Гетеборг), ХК «Тімро».
В чемпіонатах Швеції — 331 матч (43+38), у плей-оф — 44 матчі (4+3).
У складі національної збірної Норвегії учасник зимових Олімпійських іграх 2010 і 2014 (8 матчів, 0+0), учасник чемпіонатів світу 2008, 2009, 2010, 2011, 2012, 2013, 2014 і 2015 (55 матчів, 2+5). У складі молодіжної збірної Норвегії учасник чемпіонатів світу 2005 (дивізіон I) і 2006. У складі юніорської збірної Норвегії учасник чемпіонатів світу 2003 (дивізіон I) і 2004.
Досягнення
- Срібний призер чемпіонату Швеції (2014)